# Coreura adamsi
Coreura adamsi là một loài bướm đêm thuộc phân họ Arctiinae, họ Erebidae.